# Кривякино (усадьба)

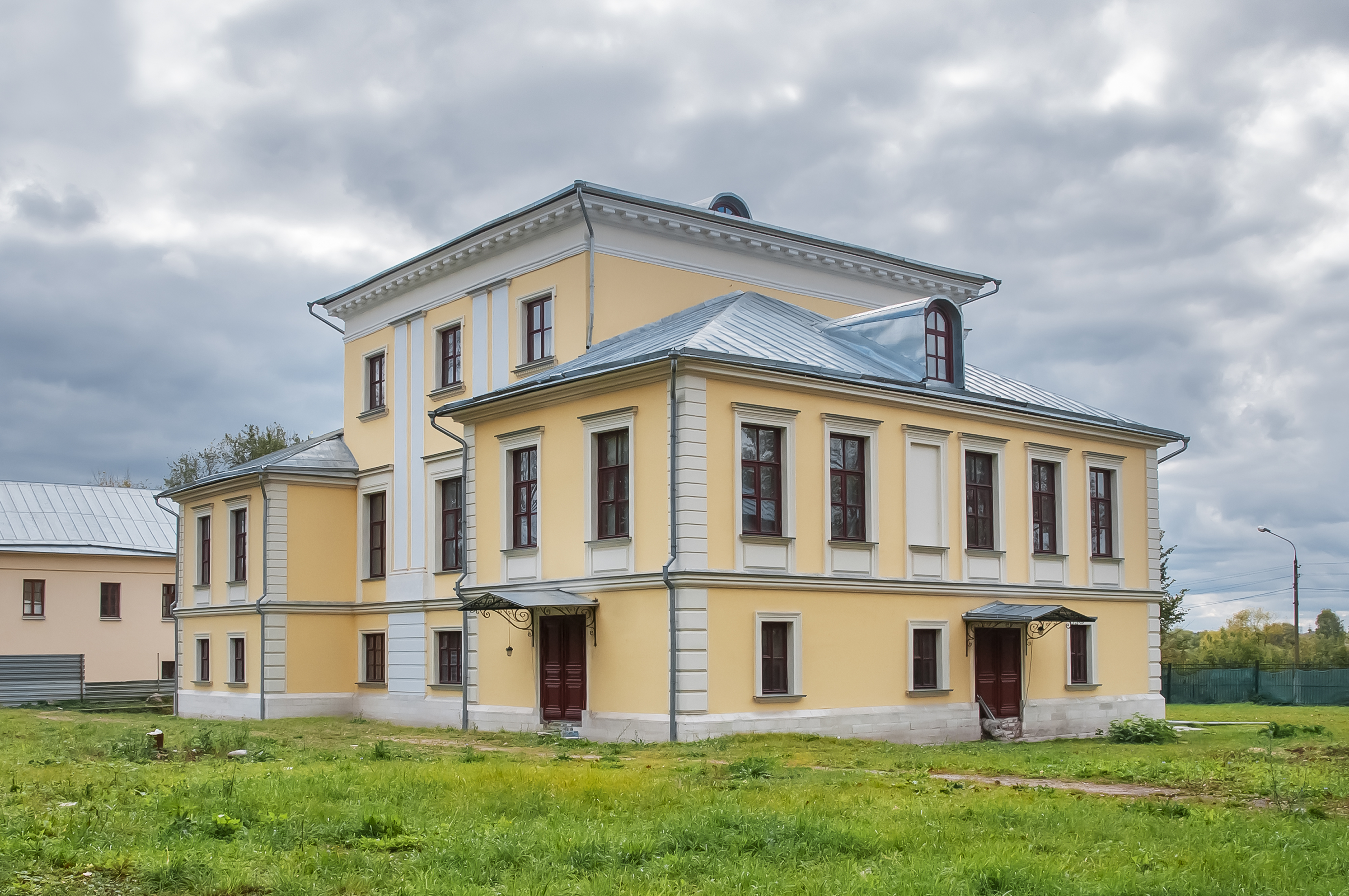
Главный дом в усадьбе Кривякино

Кривякино (Красное Сельцо) — дворянская усадьба конца XVIII — начала XIX веков, расположенная на возвышенном левом берегу Москвы-реки, в черте города Воскресенска Московской области. Недавно отремонтирована. Используется как культурный центр.

## История усадьбы
Усадьба была основана в деревне Кривякино в конце 1760-х гг. генерал-майором А. Г. Замятиным (ум. 1772). Сначала усадебный дом был деревянным. Время построения кирпичного дома не установлено: по некоторым оценкам, на рубеже 70—80-x годов XVIII века. Кирпичное, оштукатуренное здание выстроено в стиле барокко с чертами раннего классицизма.
В 1797 году Кривякино перешло во владение князя Б. М. Черкасского, однако уже через несколько лет его сменил в качестве хозяина усадьбы коллежский асессор Николай Александрович Беклемишев. В документах на усадьбу того периода впервые упоминается о парке, существующим и поныне. Кроме того, зафиксировано новое название усадьбы — Красное Сельцо.
В начале XIX века усадьба была приобретена Иваном Ильичом Лажечниковым — коломенским купцом, отцом известного русского писателя Ивана Ивановича Лажечникова — на имя Николая Васильевича Обрескова, главы Московской губернии. С Кривякино связано детство и юность будущего писателя. Впоследствии он трижды посетит Кривякино — в 1854, 1856 и 1858 годах.
Нестабильное финансовое положение и проблемы со здоровьем вынудили Лажечникова-старшего отказаться от имения. Но продала его не вдова купца, а номинальные владельцы — наследники Н. В. Обрескова, его племянники: «полковник и кавалер Василий, отставные полковник и кавалер Пётр, Гвардии юнкер Павел и поручик Александр Александровы дети Обресковы», как указано в купчей от 3 февраля 1824 года. Имение было оценено в 49 тысяч рублей.
Новым владельцем усадьбы стала Надежда Ивановна Курманалеева. Именно при ней, в 1829 году — была возведена домовая церковь во имя Грузинской иконы Божьей Матери, позже построен террасный спуск с лестницей к Москве-реке, разбит регулярный парк и окончательно сформировалась каскадная система из трёх прудов. В 1846 году усадьба была поделена на 5 частей. Большая часть осталась за Н. И. Курманалеевой, остальные доли были присоединены к окрестным «дачам».
В начале 1850-х годов усадьба была выкуплена старшим братом И. И. Лажечникова — подполковником Николаем Ивановичем Лажечниковым. После его смерти, имением некоторое время владела его вдова, но в начале 1870-х годов распродала по частям. В 1873 году владельцем части дворянского гнезда стал граф Сергей Владимирович Орлов-Давыдов (1849—1905), на тот момент владелец усадьбы Спасское. Другая часть имения принадлежала егорьевскому фабриканту В. А. Хлудову.
Когда произошла Октябрьская социалистическая революция, усадьбой владела племянница бездетного графа Орлова-Давыдова — княгиня Александра Ливен, урождённая Васильчикова. При ней был построен двухэтажный жилой флигель.

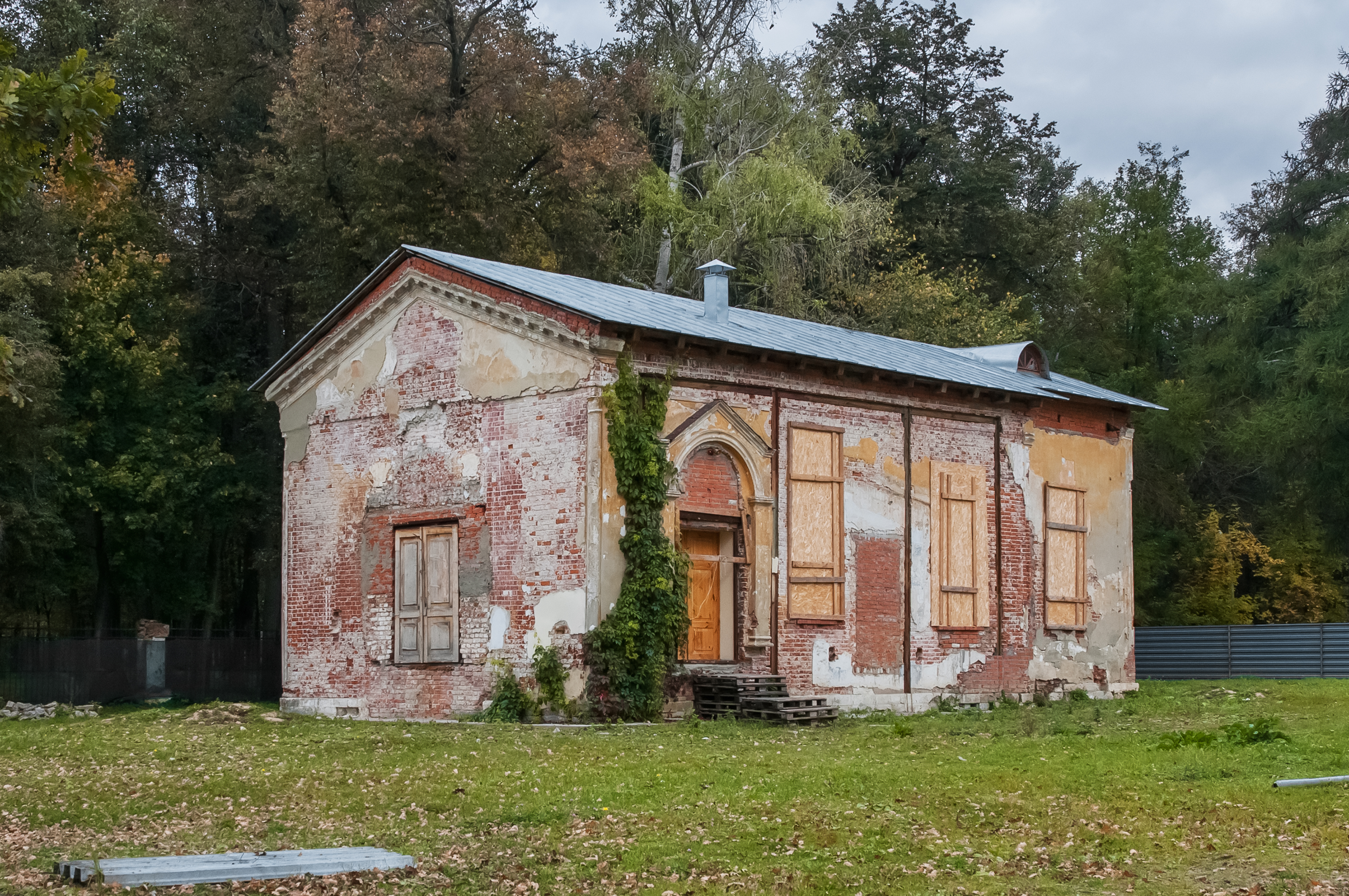
Церковь Грузинской иконы Божией матери в усадьбе Кривякино

### После 1917 года
Усадьба была национализирована, а её последние владельцы эмигрировали в Европу. После национализации в ней размещалась ячейка РКСМ. В 1929 году жилые помещения усадьбы были отведены под общежитие для строителей Воскресенского химкомбината. После Великой Отечественной войны в зданиях усадьбы разместился детский сад, который в середине 1970-х годов реорганизован в детский санаторий «Ласточка». В начале 1990-х годов санаторий удалось выселить. Начались реставрационные работы.
Постановлением Совета Министров РСФСР от 4 декабря 1974 года № 624 усадьба отнесена к памятникам культуры государственного значения.
С 2003 года усадебно-парковый ансамбль находится в ведении культурного центра «Усадьба Кривякино». C 2007 года ведётся реставрация усадьбы.

## Архитектурный ансамбль

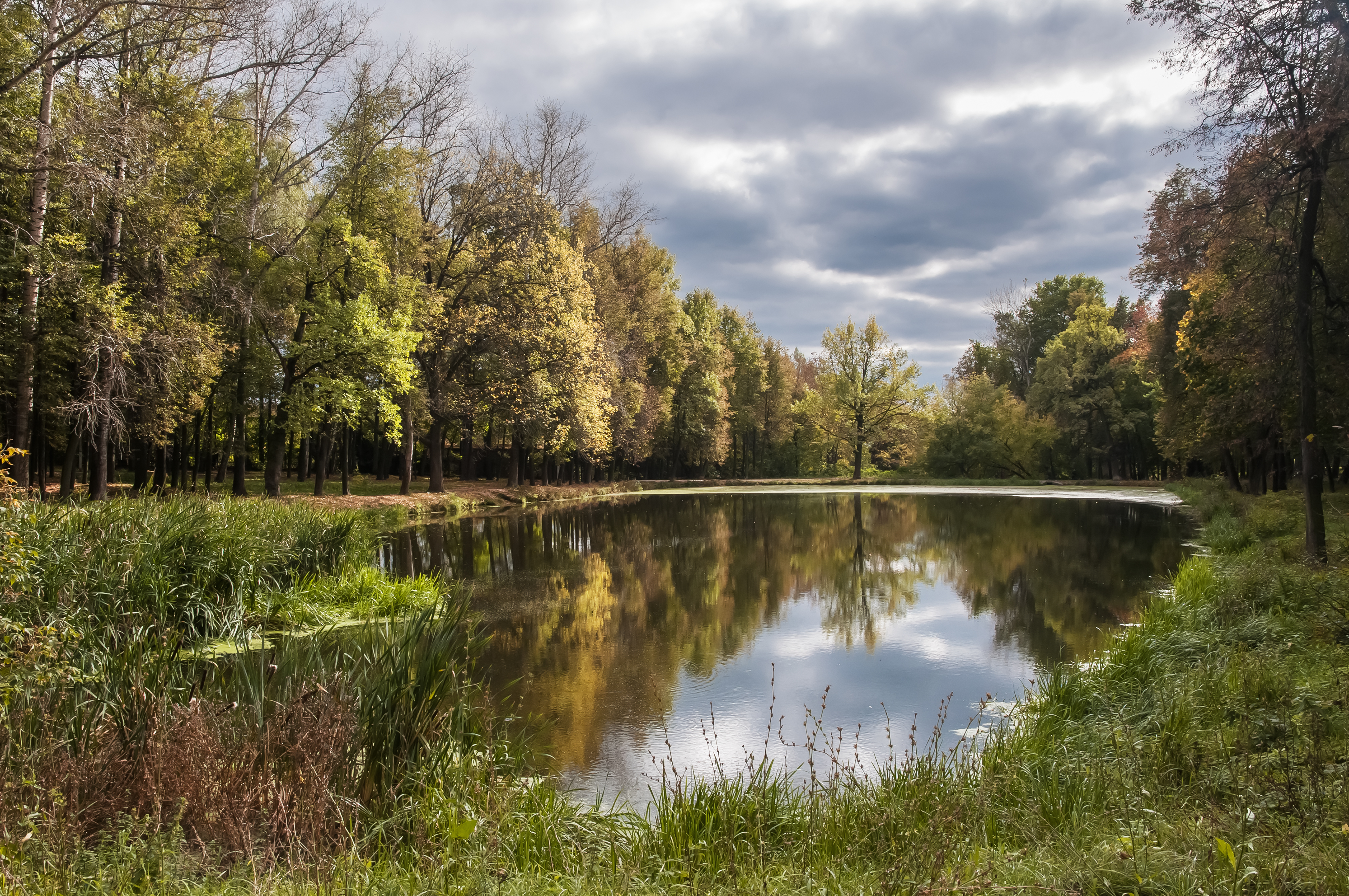
Парк с прудами в усадьбе Кривякино

В настоящее время в комплекс усадьбы входят:
1. главный дом 2-й половины XVIII века;
2. северный флигель для часовни 1-й половины XIX века;
3. южный жилой флигель 2-й половины XIX века;
4. парк с регулярной и пейзажной частями XVIII—XIX веков. Среди деревьев парка — 200-летний дуб (претендент на статус памятника природы).

В середине XIX века усадебный дом был частично перестроен, изменена внутренняя планировка и убранство интерьеров. В первоначальном виде сохранилась центральная часть западного фасада, выходящего к Москва-реке. Утрачен бельведер и декоративные вазы на антаблементе. К северному фасаду пристроен теплый переход, соединяющий усадебный дом с флигелем. Эти преобразования нашли отражение в ряде биографических романов И. И. Лажечникова.

## Культурный центр «Усадьба Кривякино»
В настоящее время, экспозиция культурного центра условно поделена на несколько тематических блоков: археология, русский быт, нумизматика и бонистика, мещанский городской быт, кузнецовский фарфор и другие. Отдельно представлен военный зал, экспозиция которого повествует о подвиге героев Великой Отечественной и Афганской войн, первой и второй Чеченской кампаний.

## Примечания

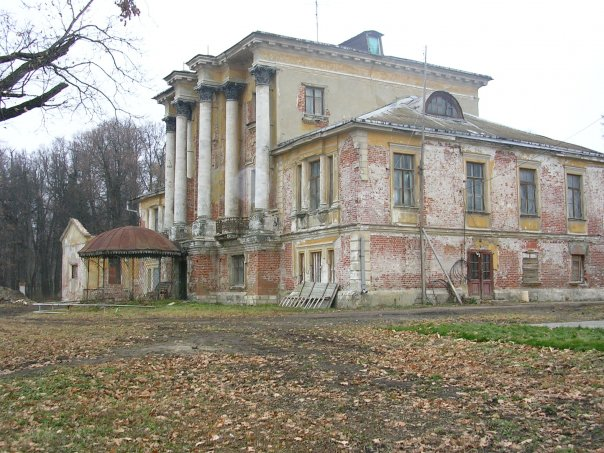
Состояние усадебного дома до реставрации